# 尼古拉一世 (俄罗斯)

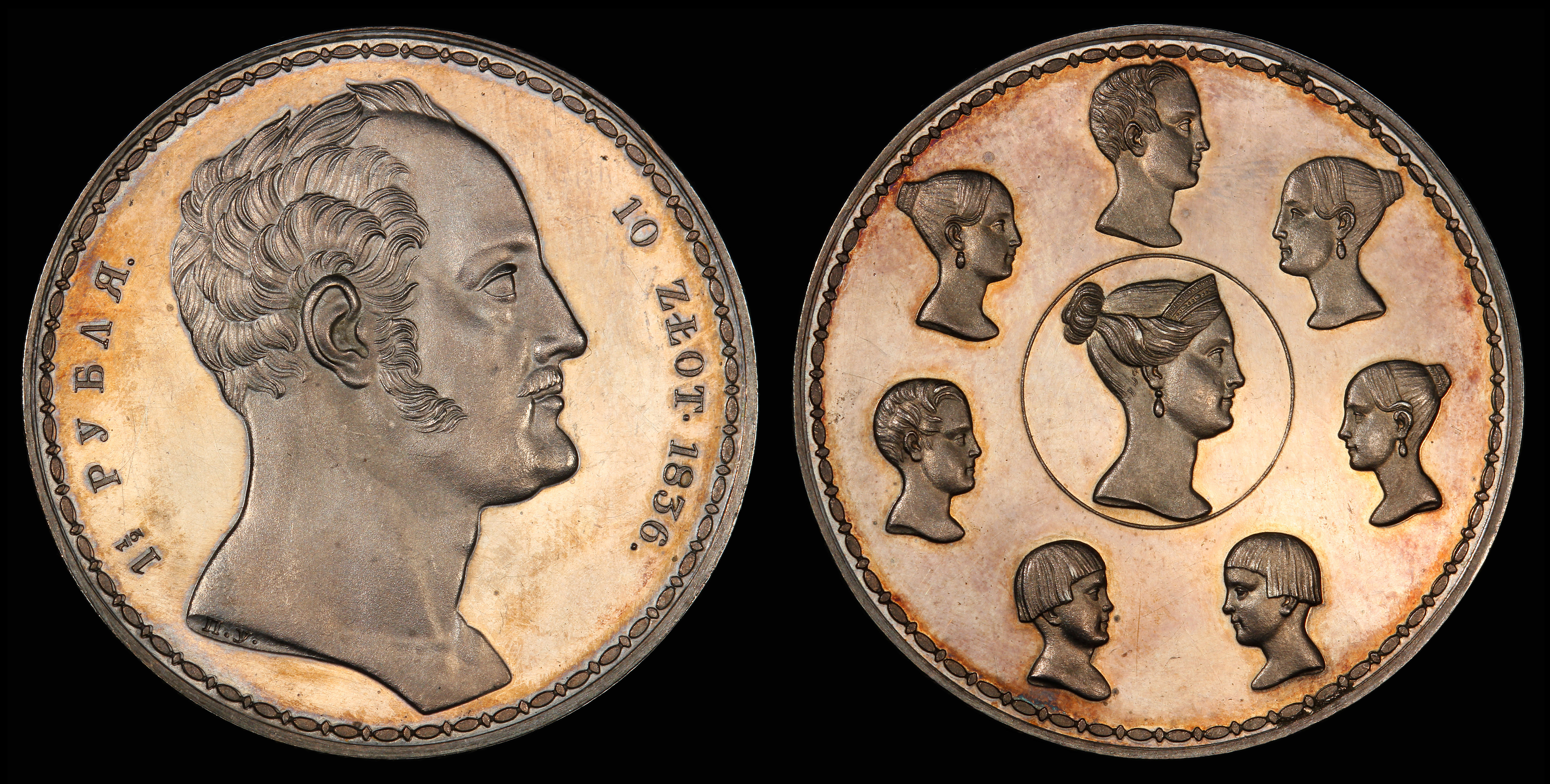
尼古拉一世1836年發行的盧布。正面是沙皇本人頭像，後面是他的家人，故這套盧布亦稱“家庭盧布”

尼古拉一世·巴甫洛维奇（羅馬化：Nikolay I Pavlovich；1796年7月6日—1855年3月2日），俄罗斯帝国皇帝，1825年至1855年在位。保羅一世第三子。其兄亚历山大一世死后无男嗣，次兄康斯坦丁大公放弃继承皇位，故受擁为俄国皇帝，平息因皇位爭議而引發的十二月党人起义。
在尼古拉一世統治時期，農奴獲得了從事商業，和從一個地主的屬地遷徙到另一個地主屬地的自由。農奴比例降到了35%。農奴制後來在續位的亞歷山大二世時代因為不適合俄國社會的發展，所以徹底廢除於1861年。尼古拉二世是他的曾孫。

## 解放農奴
美國歷史學家Kliuchevsky博士指出尼古拉一世統治時期關於俄羅斯農民的三個重大變革：
1. 俄羅斯農奴人口大幅減少、生活環境改善，這是第一次急劇減少農奴人口-他們在俄羅斯的人口所佔比例，根據不同的史料，估計下降到57-58％，在1811年-1817年為35-45％，在1857-1858年農奴已不再佔據多數的人口。[1]
2. 改善國家農業制度的變革，農奴人口在1850年下半年降至約佔50％的總人口。有所改善是由於採取了對國有資產的管理。所有國家農民配有自己私人的土地與森林地區，農業欠收時提供援助，農民獲得資金貸款和可以開設穀物麵包店的權力。以前這類的商業一直是俄羅斯貴族的特權，農奴則不能從事商業活動。這些措施為政府收入增加了15-20％，拖欠的稅款減少了一半，也減少無地的勞動者和流民。[2]
3. 尼古拉一世在任內通過了一些法律，改善農奴的生活。例如嚴格禁止地主出售農民（不含土地，但先前貴族則可以購買農奴），並且不能將農奴放逐去做苦役（此前則一直是標準做法）;[3] 俄羅斯在1497年以前並無限制農民的遷徙自由。農民只要與地主達成協議，比如農奴繳納相當於自己身價的贖金，地主接受後就可以釋放他為自由民。1497年，開始規定只有每年的尤里耶夫節(俄曆11月26日，西曆12月9日)農民才可以贖身並有遷徙自由，而前提是向地主繳納贖身費。1581年，取消尤里耶夫節，從此農民完全失去合法贖身的選擇。唯一的法律漏洞是農民如果逃跑，地主無法找到他，就自動默認他的農奴契約身份和主人的所有權失效。[4]1597年，地主有權追捕逃亡農奴的時限延長至5年。1607年，這一時限再延長至15年。1649年，時限改為無期限。至此農民不再有以逃跑獲得自由的辦法。此外，地主有權追捕不僅在農民本身，還包括他們的子女抓回來繼續擔任農奴，只要地主能夠在法庭提供證明這家人是他以前逃跑的農奴後代。不過，法律保護了一部分的農奴權利：農奴不可被未附帶土地的情況下出售（個別無土地出售屬於違法行為）。農奴不可被剝奪住房，不可被趕出住房到大街上流浪。農奴有權向法庭上告主人，如果他遭到了主人的虐待或者主人侵犯了他的合法權利(擁有份地和住房)。主人不得對農奴進行會致死的虐待或者拷打。如果農奴被主人打死，主人應該向農奴的家屬支付賠償金。尼古拉一世的改革給了農奴自己的土地，開展商業和獲得人身自由，並獲得自由遷移居住地的相對自由。[5]此前，在彼得一世法律規定，其下所有的農民，出現在他所在的村莊30英里距離之外未經農奴主人許可的證書，會認為是一個逃犯，並且被懲處。[6][7]

## 外交政策
尼古拉一世任內在1853年俄羅斯帝國的艦隊與土耳其作戰取得勝利，保護巴爾幹地區的東正教人口不受鄂圖曼帝國的入侵。然而，這卻導致恐懼俄羅斯帝國進入地中海的英國和法國聯合起來，發動克里米亞戰爭。俄羅斯帝國戰敗，尼古拉一世於戰爭結束前夕過世。
1825年军官发动類似十月革命的前身十二月党人起义，尼古拉对其采取严厉镇压措施。此后他加强对自由思想和革命运动的镇压，设立秘密警察第三厅。派遣大軍镇压波兰1831年起义，5月26日波蘭人戰敗，原因在於領導人之間的分歧以至於互相殘殺，同時俄軍已兵臨華沙城下，10月21日殘餘的起义者向俄軍投降；沙皇將參與起義的波兰軍官悉數開除並流放到俄國中部地區，普通士兵被送到高加索服役，受懲罰人數達10萬，支持起義的8萬多名平民也被流放，其中254人被判處死刑，有5000多塊私人地產被沒收，同時廢除波蘭憲法，解散議會和軍隊，派俄國人去波蘭擔任官員。
1830年，全國霍亂流行，頗有世界末日之感，為撫慰人心，提供一套意識型態對抗法國的共和革命思想，當時法國大革命之後貴族、神職人員遭到屠殺，超過50萬人喪生，國家內憂外患以及產生激進的左右兩派和雅各賓派的獨裁專政，以及拿破崙戰爭的動盪，由他的教育部長烏瓦羅夫提出君主專制，東正教，民族性理論。民族性是利用當時歐洲的浪漫主義風潮，稱俄羅斯人為上帝選民，最能忍耐。

## 家庭
尼古拉一世还是大公时，在1815年、1816年两度访问柏林，与普鲁士的夏洛特公主相爱并订婚，于1817年结婚。这也是一桩政治联姻，夏洛特婚后即改信东正教，改俄罗斯名亚历山德拉·费奥多罗芙娜。二人是遠親，都是普鲁士国王弗里德里希·威廉一世的后代。有4子3女：
| 名字                    | 出生          | 逝世          | 备注 |
| ----------------------- | ------------- | ------------- | --- |
| 亚历山大二世            | 1818年4月17日 | 1881年3月13日 | 1841年娶黑森和莱茵大公国的玛丽郡主（1824-80）；有6子2女                                                                                  |
| 玛丽亚·尼古拉耶芙娜     | 1819年        | 1876年        | 1839年下嫁马克西米连·德·博阿尔内（1817-1852）；有4子3女。1856年同Grigori Strogonov伯爵再婚（1824-79）；有1子1女                          |
| 奧莉加·尼古拉耶芙娜     | 1822年        | 1892年        | 1846年，嫁给符腾堡国王卡尔一世（1823-91）；无子女                                                                                        |
| 亚历山德拉·尼古拉耶芙娜 | 1825年        | 1844年        | 1844年1月, 下嫁黑森-卡塞尔伯国的腓特烈·威廉伯爵（1820-84），同年10月难产逝世。                                                           |
| 康斯坦丁·尼古拉耶维奇   | 1827年        | 1892年        | 1848年娶萨克森-阿尔滕堡公国的亚历山德拉郡主（1830-1911），俄罗斯名为亚历山德拉·约瑟弗娜；有4子2女，其中奥尔嘉·康斯坦丁诺芙娜为希腊王后。 |
| 尼古拉·尼古拉耶維奇     | 1831年        | 1891年        | 1856年娶奥登堡大公国的亚历山德拉郡主（1838-1900）；有2子                                                                                 |
| 米哈伊爾·尼古拉耶維奇   | 1832年        | 1909年        | 1857年娶巴登大公国的塞西莉埃公主（俄罗斯名为奥丽佳·费奥多萝芙娜）；有6子1女                                                              |

许多消息来源称，尼古拉斯直到1842年结婚25年后才有婚外情，当时皇后的医生因她的健康状况不佳和反复发作的心脏病而禁止她性交。1842年之前，尼古拉斯与情妇育有多个孩子。
尼古拉一世与玛丽亚·伊万诺夫娜·卡拉恰罗夫生有一子：
- 尼古拉·瓦西里耶维奇·伊萨科夫（1821年—1891年）；

与瑞典人玛丽安妮·科伯温生有一女：
- 约瑟芬·科伯温（1825年—1893年）；

与瓦尔瓦拉·雅科夫列娃生有一女：
- 奥尔加·卡尔洛芙娜·阿尔布雷希特（1828年—1898年）；

与瓦尔瓦拉·阿尔卡季耶夫娜·内利多娃生有一子：
- 亚历克西斯·帕什金（1831年—1863年）。

## 外部連結
- Phillips, Walter Alison. .  (第11版). London. 1911.
- YouTube上的Romanovs. Romanovs. The seventh film. Nicholas I; Alexander II

| 尼古拉一世·巴甫洛维奇霍爾斯坦-戈托普-羅曼諾夫王朝出生于：1796年7月6日逝世於：1855年3月2日 | 尼古拉一世·巴甫洛维奇霍爾斯坦-戈托普-羅曼諾夫王朝出生于：1796年7月6日逝世於：1855年3月2日 | 尼古拉一世·巴甫洛维奇霍爾斯坦-戈托普-羅曼諾夫王朝出生于：1796年7月6日逝世於：1855年3月2日 |
| 統治者頭銜                                                                                | 統治者頭銜                                                                                | 統治者頭銜                                                                                |
| ----------------------------------------------------------------------------------------- | ----------------------------------------------------------------------------------------- | ----------------------------------------------------------------------------------------- |
| 前任： 長兄亞歷山大一世                                                                   | 俄羅斯帝國皇帝 1825年—1855年                                                              | 繼任： 長子亞歷山大二世                                                                   |